# Gynoplistia (Gynoplistia) fergusoniana longicornis
Gynoplistia (Gynoplistia) fergusoniana longicornis is een ondersoort van de tweevleugelige Gynoplistia (Gynoplistia) fergusoniana uit de familie steltmuggen (Limoniidae). De ondersoort komt voor in het Australaziatisch gebied.